# Thermphos Challenger Zeeland 2011
Il Thermphos Challenger Zeeland 2011 è stato un torneo di tennis facente parte della categoria ITF Women's Circuit nell'ambito dell'ITF Women's Circuit 2011. Il torneo si è giocato a Middelburg nei Paesi Bassi dal 27 giugno al 3 luglio 2011 su campi in terra rossa e aveva un montepremi di $25 000.

## Vincitori

### Singolare
Bibiane Schoofs ha battuto in finale  Lesley Kerkhove con il punteggio di 7–6(4), 6–1

### Doppio
Quirine Lemoine /  Maryna Zanevs'ka hanno battuto in finale  Julia Cohen /  Florencia Molinero con il punteggio di 6–3, 6–4